# سيرج فنتوريني
سيرج فنتوريني (بالفرنسية: Serge Venturini) شاعر فرنسي، ولد في 12 أكتوبر 1955 في باريس هو شاعر التنمية البشرية. فهو يكتب في مستقبل الشعر. ومر شعره عبر تحولات عديدة. بدءا من شعرية المستقبل الإنساني فشعرية ما بعد الإنسان (بالإنجليزية: Posthuman)، مرورا بشعرية الترنسهيمن (بالإنجليزية: Transhuman). وهو يدير منذ 2009 سلسلة رسائل أرمينية لدار لارمتان (بالفرنسية: L'Harmattan) لنشر.

## السيرة الذاتية

### طفولته
أمضى سيرج فنتوريني طفولته بالقرب من متحف رودان في الدائرة 7 بباريس. من عام 1955 إلى عام 1979. يكتشف هيراكليتس، إمبيدوكليس، آرثر رامبو وفريدريش نيتشه. بدأ الكتابة في سن الخامسة عشر. أمه (ولدت في Figline دي براتو) خياطة وهي ربة منزل والده فنان.

### التحصيل الأكاديمي والمهني
سيرج فنتوريني شاعر وأستاذ العلوم الإنسانية في فال دواز منذ عام 1996، عندما عاد إلى فرنسا بعد بضع رحلات في الخارج، بدءا من لبنان (1979-1981) والمغرب (1981-1984). وبعد رحلة قصيرة إلى فرنسا (1984-1987)، ومكث في أرمينيا (1987-1990) وبولندا (1990-1996)، كمعار من وزارة الشؤون الخارجية.